# 필리핀 성공회
필리핀 성공회(The Episcopal Church in the Philippines)는 세계성공회공동체(Anglican Communion)에 속한 필리핀의 성공회 교회이다.
필리핀 성공회는 미국 성공회 선교사들의 전도활동으로 시작되었는데 로마 가톨릭 교회의 교세가 없는 오지에 교회를 세웠다고 한다. 페르난도 마르코스 독재정권시절에는 로마 가톨릭 교회와 함께 민주화운동에 참여하였다.
1990년 필리핀 지역교회를 대표하는 자치 관구교회가 되었으며, 현재 필리핀 성공회 관구장은 이그나시오 카푸얀 솔리바 주교(The Most Revd Ignacio Capuyan Soliba)이다.

## 교구
- 중앙필리핀교구(Central Philippines)
- 북부중앙필리핀 교구(North Central Philippines)
- 북부 루손교구(Northern Luzon)
- 북부 필리핀교구(Northern Philippines)
- 산티아고 교구(Santiago)
- 남부 필리핀 교구(Southern Philippines)